# Дунта
Дунта (осет. Дунтæ, ирон. Дымтæ) — село в Ирафском районе Республики Северная Осетия-Алания. Входит в состав Галиатского сельского поселения. 

## География
Селение расположено в двух километрах к юго-востоку от с. Камунта, на естественной возвышенности при слиянии рек Сонгутидон и Гарниска.

## Население
| 2002 | 2010 | 2021 |
| ---- | ---- | ---- |
| 39   | ↘35  | ↗99  |

## Инфраструктура
Традиционное занятие жителей — скотоводство, птицеводство.

## Достопримечательности
Средневековый склеп полуназемный на древнем кладбище относится к объектам культурного наследия федерального значения (архитектура), а наземный склеп — к объектам культурного наследия регионального значения (архитектура)

## Транспорт
Относится к местностям с низкой транспортной освоенностью и ограниченными сроками транспортной доступности (Закон Республики Северная Осетия-Алания от 21.01.1999 № 3-з «О труднодоступных и отдаленных местностях Республики Северная Осетия-Алания»).